# NGC 4775
NGC 4775 је спирална галаксија у сазвежђу Девица која се налази на NGC листи објеката дубоког неба.
Деклинација објекта је - 6° 37' 22" а ректасцензија 12h 53m 45,9s. Привидна величина (магнитуда) објекта NGC 4775 износи 11,1 а фотографска магнитуда 11,8. Налази се на удаљености од 26,6000 милиона парсека од Сунца. NGC 4775 је још познат и под ознакама MCG -1-33-43, UGCA 306, IRAS 12511-0621, PGC 43826.